# Tiny Furniture
Tiny Furniture (česky Nábyteček) je americké nezávislé komediální drama z roku 2010. Scénáře, režie a hlavní role se ujala Lena Dunham.
Tento film měl premiéru na festivalu South by Southwest, na kterém získal cenu za Nejlepší příběh, svoji premiéru ve Spojených státech měl 12. listopadu 2010. Matka Leny Dunham, umělkyně Laurie Simmons, ve filmu hraju Auřinu matku, zatímco její sestra, Grace, ztvárňuje jednoho z Auřiných sourozenců. Herci Jemima Kirke a Alex Karpovsky se kromě tohoto filmu objevují i v hit seriálu Girls, jehož tvůrkyní je taktéž Lena Dunham.

## Děj
Čerstvá absolventka Aura se vrací domů do bytu své matky – umělkyně na Manhattanu a s ní: zbytečný titul z filmové teorie, 357 zhlédnutí svého účtu na youtube, bez přítele, který ji opustil, aby našel sám sebe na festivalu Burning Man, s umírajícím křečkem a se staženým ocasem. Začne pracovat jako hosteska v restauraci a zamilovává se do dvou sebestředných mužů, zatímco bojuje sama se sebou.

## Obsazení
| Lena Dunham    | Aura       |
| Laurie Simmons | Siri       |
| Grace Dunham   | Nadine     |
| Jemima Kirke   | Charlotte  |
| Alex Karpovsky | Jed        |
| David Call     | Keith      |
| Merritt Wever  | Frankie    |
| Amy Seimetz    | Ashlynn    |
| Garland Hunter | Noelle     |
| Isen Ritchie   | Jacob      |
| Mike S. Ryan   | Bezdomovec |

## Produkce

### Natáčení
Film byl natáčen kamerou Canon EOS 7D.
Natáčelo se v TriBeCa a na Lower Manhattanu. Film byl natáčen v listopadu roku 2009.

### Hudba
Soundtrack k filmu obsahuje hudbu Teddyho Blankse z The Gaskets, Domino (Domino Kirke a Jordan Galland), Rebecca Schiffman a Sonia's Party! & The Everyone's Invited Band.
Soundtrack je zdarma ke stažení na oficiálních stránkách filmu.

## Vydání
Tiny Furniture byl vydán na DVD a Blu-ray v roce 2012 jako součást kolekce nazvané Criterion Collection.

## Ocenění
Lena Dunham vyhrála cenu pro Nejlepší první scénář v roce 2010 na Independent Spirit Awards.